# آرغاي الفارس النبيل
آرغاي الفارس النبيل هو مسلسل كارتوني فرنسي الأصل اسمه (بالفرنسية: Argaï: La prophétie)‏.

## قصة المسلسل
تبدأ القصة في عامي 1250 و 2075 حيث تسافر الملكة الشريرة عبر الزمن لتسرق شباب إحدى الأميرات الجميلات، وتنجح الملكة في سرقة شباب الأميرة خطيبة الأمير أرغاي وتركها في نوم متصل. يسافر أرغاي عبر الزمن لإنقاذ خطيبته، ويجتمع برجل المباحث «أوسكار» وآخرين الذين قرروا مساعدته في معركته ضد الملكة وإنقاذ حبيبته. ولهزيمة الملكة وإنقاد الأميرة عليهم أن يسقوها بترياق يحتوي على 13 عنصر من العناصر فريدة من نوعها. تتكون المصاعب والتحديات عند محاولة العثور على كل من هذه المكونات عبر الزمن.

## الشخصيات
- آرغاي (الفارس النبيل)
- أوسكار (المحقق)
- الأفعى (أوليز)

## الدبلجة العربية
| دبلجة       | توزيع          | البث عربي               | عدد حلقات مدبلجة |
| ----------- | -------------- | ----------------------- | ---------------- |
| مركز الزهرة | الحاج ماهر ويس | عدة محطات عربية سبيستون | 26 حلقة          |

### اداء الاصوات
- عادل أبو حسون (آرغاي)
- أيمن السالك
- واصف الحلبي (بارمبي)
- محمد مصطفى
- أسيمة يوسف (أمبيلا)
- سامر رضوان
- أنجي اليوسف (الأفعى)
- محمد خرماشو

### الاعداد و الإشراف الفني
- الإعداد: صفاء اليوسف، سناء بكيراتي
- الإشراف الفني: مروان فرحات

## وصلات خارجية
- آرغاي الفارس النبيل على موقع IMDb (الإنجليزية)
- آرغاي الفارس النبيل على موقع كينوبويسك (الروسية)
- آرغاي الفارس النبيل على موقع ألو سيني (الفرنسية)
- آرغاي الفارس النبيل على موقع قاعدة بيانات الفيلم (الإنجليزية)